# Sclerocheilus oculatus
Sclerocheilus oculatus är en ringmaskart som först beskrevs av Ehlers 1901.  Sclerocheilus oculatus ingår i släktet Sclerocheilus och familjen Scalibregmatidae. Inga underarter finns listade i Catalogue of Life.